# Малый полосатик
Малый полосатик, или остромордый полосатик, или остроголовый полосатик, или острорылый полосатик, или карликовый полосатик, — общие названия для двух видов китов из семейства полосатиковых, которые до 2000 года рассматривались биологами как единый биологический вид Balaenoptera acutorostrata:
- Balaenoptera acutorostrata — Северный малый полосатик;
- Balaenoptera bonaerensis — Южный малый полосатик.

В русскоязычной литературе, изданной до 2000 года, все вышеупомянутые названия употреблялись для обозначения обеих этих форм как единого вида. В начале 2000-х годов научный комитет Международной комиссии по промыслу китов (SC IWC) признал южного малого полосатика отдельным видом. 
В 2012 году А. Хассанин и соавторы предложили разделить вероятно парафилетический род полосатиков (Balaenoptera) на три монофилетических, в том числе Pterobalaena, куда были включены северный и южный малые полосатики (Pterobalaena acutorostrata и Pterobalaena bonaerensis соответственно). 